# Deutsche Poolbillard-Meisterschaft 2017 (Rollstuhlfahrer)
Die Deutsche Poolbillard-Meisterschaft 2017 war die neunte Austragung zur Ermittlung der nationalen Meistertitel der Rollstuhlfahrer in der Billardvariante Poolbillard. Sie wurde vom 7. bis 12. November 2017 in der Wandelhalle in Bad Wildungen im Rahmen der Deutschen Billard-Meisterschaft ausgetragen.
Es wurden die Deutschen Meister in den Disziplinen 8-Ball, 9-Ball und 10-Ball ermittelt.

## Medaillengewinner
| Disziplin | Gold                              | Silber                          | Bronze                            | Bronze                          |
| --------- | --------------------------------- | ------------------------------- | --------------------------------- | ------------------------------- |
| 8-Ball    | Manfred Gattinger (1. PBC Passau) | Joachim Schuler (BC Blaustein)  | Volker Weiß (BSC Münster)         | Peter Rupprecht (PBC Waghäusel) |
| 9-Ball    | Joachim Schuler (BC Blaustein)    | Volker Weiß (BSC Münster)       | Manfred Gattinger (1. PBC Passau) | Peter Rupprecht (PBC Waghäusel) |
| 10-Ball   | Manfred Gattinger (1. PBC Passau) | Andreas Klitzsch (BC Bergedorf) | Joachim Schuler (BC Blaustein)    | Peter Rupprecht (PBC Waghäusel) |